# Tivoli (Eindhoven)
Tivoli is een buurt in het stadsdeel Stratum in de stad Eindhoven, in de Nederlandse provincie Noord-Brabant. Op 1 januari 2023 telde de buurt 1.525 inwoners, verdeeld over 821 woningen, met een gemiddelde WOZ-waarde van € 289.000, op een oppervlakte van 0,18 km².
De buurt behoort tot de wijk Putten, waartoe de volgende buurten behoren:
- Poeijers
- Burghplan
- Sintenbuurt (Bonifaciuslaan)
- Tivoli
- Gijzenrooi
- Nieuwe Erven
- Kruidenbuurt
- Schuttersbosch
- Leenderheide
- Riel

De wijk is gebouwd in de jaren dertig van de twintigste eeuw in opdracht van woningbouwstichting "Thuis Best", opgericht door Philips om in woningen te voorzien voor personeel van het toen snel groeiende bedrijf. Het grondgebied was verkregen door aankoop van het landgoed Tivoli van baron Van Tuyll van Serooskerken, toenmalig kasteelheer en wethouder in Geldrop, en behoorde tot 1972 bij Geldrop.
Tivoli is de geboorteplek van de bekende schrijver A.F.Th. van der Heijden. Hij noemt het een wilde-beestenbuurt met straten als de Jaguarstraat, Poemastraat of Leeuwenstraat. In een roman beschrijft hij een wijk met een Lynx-, Jakhals-, of Coyotestraat.

## Geboren
- Theo Coenen (1945), beeldhouwer